# Municipio de Nicholson (condado de Wyoming)
El municipio de Nicholson (en inglés: Nicholson Township) es un municipio ubicado en el condado de Wyoming, en el estado estadounidense de Pensilvania. En el año 2000 tenía una población de 1,361 habitantes y una densidad poblacional de 23 personas por km².

## Geografía
El municipio de Nicholson se encuentra ubicado en las coordenadas 41°38′00″N 75°44′58″O / 41.63333, -75.74944.

## Demografía
Según la Oficina del Censo en 2000 los ingresos medios por hogar en la localidad eran de $34,271 y los ingresos medios por familia eran $38,661. Los hombres tenían unos ingresos medios de $28,021 frente a los $21,094 para las mujeres. La renta per cápita para la localidad era de $17,330. Alrededor del 12,4% de la población estaban por debajo del umbral de pobreza.